# Donna Air

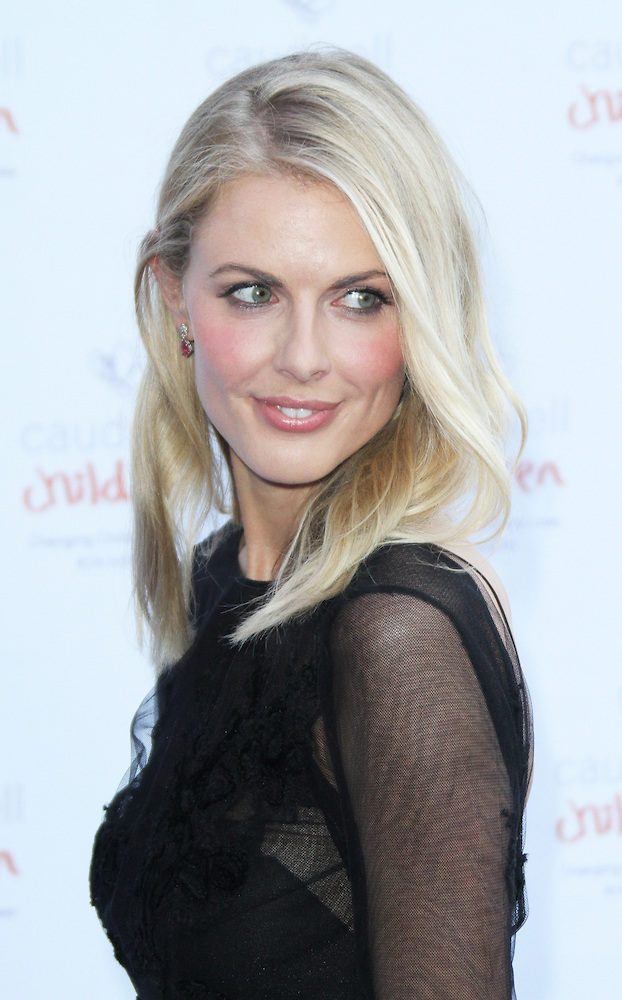
Donna Air (2013)

Donna Marie Theresa Air (* 2. August 1979 in Wallsend, England) ist eine britische Filmschauspielerin und TV-Moderatorin.

## Leben
Air ist die älteste von drei Geschwistern. Sie wuchs in Gosforth, einem Ortsteil von Newcastle upon Tyne, auf. Sie spielte als Teenager in der Serie Byker Grove mit. Sie wirkte auch an der Single Love Your Sexy von Akteurinnen aus der Serie mit sowie beim Pop-Duo Crash zusammen mit Jayni Hoy, bei dem zwei Alben veröffentlicht wurden. Ab 1997 wurde sie als Moderatorin tätig, zunächst für MTV im Vereinigten Königreich und dann für die Morningshow The Big Breakfast bei Channel 4. Es folgten Auftritte bei Filmen und Fernsehserien.
2017 nahm sie an der ITV Eistanz-Show Dancing on Ice teil. 2020 wirkte sie als Fi Hansen in der Serie The Split – Beziehungsstatus ungeklärt mit.

## Privates
Von 2000 bis 2007 war Damian Aspinall ihr Partner. Die gemeinsame Tochter Freya Air Aspinall wurde im September 2003 geboren.
Air lebt in Chelsea.

## Filmografie (Auswahl)
- 1992: Byker Grove (Fernsehserie, 13 Folgen)
- 1998: Supply & Demand (Fernsehserie, 2 Folgen)
- 1998: Still Crazy
- 2000: A Dinner of Herbs (Fernsehserie, 3 Folgen)
- 2001: Die Mumie kehrt zurück (The Mummy Returns)
- 2002: The One and Only
- 2008: Bad Day
- 2008: Hotel Babylon (Fernsehserie, eine Folge)
- 2010: Hollyoaks (Fernsehserie, eine Folge)
- 2013: The Counselor
- 2015: Age of Kill
- 2020: The Split – Beziehungsstatus ungeklärt (The Split, Fernsehserie, 6 Folgen)